# ゴールデン☆ベスト ピカソ ヒカリモノ〜PICASSO SINGLE COLLECTION PLUS〜
「ゴールデン☆ベスト ピカソ ヒカリモノ〜PICASSO SINGLE COLLECTION PLUS〜」（ゴールデンベスト ピカソ ヒカリモノ ピカソ シングル コレクション プラス）は、ピカソのベスト・アルバム。2006年7月5日にユニバーサルミュージックから発売された。規格品番：UPCY-6149。

## 概要
様々なレコード会社から発売されている廉価版ベスト・アルバム・ゴールデン☆ベストシリーズの一つとしてリリースされた。
15曲目「フェアウェル」は新曲となっている。
2021年6月9日に期間限定スペシャル・プライス盤として再発された。

## 収録曲
全編曲：Picasso（M-5除く）
1. UQ
作詞：東純二　作曲：辻畑鉄也
2. 月夜にダンス
作詞：森雪之丞　作曲：辻畑鉄也
3. 僕の瞳のマーチ
作詞：辻畑鉄也・CHIZURU TEZUKA　作曲：Picasso
4. Timeless Melody
作詞：東純二　作曲：岡田敏寛
5. シ・ネ・マ
作詞：大山潤子　作曲：Picasso　編曲：鳥山雄司・Picasso
6. ファンタジー
作詞：森雪之丞　作曲：Picasso
7. ビギン・ザ・ナイト（Maison Classica ver.）
作詞：来生えつこ　作曲：Picasso
8. GARDEN
作詞・作曲：辻畑鉄也
9. 頑張れペリカン
作詞：古田元彦　作曲：辻畑鉄也・森英治
10. サヨナラの素描
作詞：森雪之丞　作曲：Picasso
11. ビギン・ザ・ナイト
作詞：来生えつこ　作曲：Picasso
12. 星の旅人
作詞・作曲：辻畑鉄也
13. 明日の風
作詞：東純二　作曲：辻畑鉄也・森英治
14. パレード
作詞・作曲：辻畑鉄也
15. フェアウェル
作詞：東純二　作曲：森英治